# لوئیس اردنته
لوئیس اردنته (اسپانیایی: Luis Ardente‎؛ زادهٔ ۱۷ سپتامبر ۱۹۸۱) بازیکن فوتبال اهل آرژانتین است.
از باشگاه‌هایی که در آن بازی کرده‌است می‌توان به باشگاه فوتبال اتلتیکو تیگره اشاره کرد.